# کوسپاس-سارست
کوسپاس-سارست (انگلیسی: Cospas-Sarsat) شرکت دولتی مخابرات کانادایی است، که در سال ۱۹۸۸ تأسیس شد.